# 162 Laurentia
162 Laurentia је астероид главног астероидног појаса са пречником од приближно 99,10 km.
Афел астероида је на удаљености од 3,559 астрономских јединица (АЈ) од Сунца, а перихел на 2,491 АЈ.
Ексцентрицитет орбите износи 0,176, инклинација (нагиб) орбите у односу на раван еклиптике 6,087 степени, а орбитални период износи 1922,361 дана (5,263 година).
Апсолутна магнитуда астероида је 8,83 а геометријски албедо 0,052.
Астероид је откривен 21. априла 1876. године.